# Rodney Whitaker
Rodney Thomas Whitaker (Detroit, 22 februari 1968) is een Amerikaanse jazzcontrabassist en hoogleraar.

## Biografie
Rodney Whitaker leerde eerst viool en wisselde op 13-jarige leeftijd naar de contrabas. Hij speelde vervolgens bij Donald Washington en studeerde aan de Wayne State University, bovendien bij Robert Gladstone, bassist bij het Detroit Symphony Orchestra en bij de trompettist Marcus Belgrave. Hij werkte tijdens de jaren 1990 samen met onder andere Terence Blanchard, Orrin Evans, Kenny Garrett (Pursuance, 1996), Wycliffe Gordon, Antonio Hart, Roy Hargrove (With the Tenors of Our Time, 1994), Joe Lovano, Kevin Mahogany, Eric Reed, Joe Temperley, Mark Whitfield, Walter Blanding en het Lincoln Center Jazz Orchestra. In 1999 werkte hij mee aan het album The Marciac Suite van Wynton Marsalis.
Whitaker nam vanaf 1995 bovendien een reeks albums op voor de labels DIW en CrissCross onder zijn eigen naam, waaraan muzikanten als Nicholas Payton, Wallace Roney, Ron Blake, James Carter, Stefon Harris, Wycliffe Gordon en Wynton Marsalis meewerkten. Hij is bovendien leider van het Detroit Symphony Orchestra Civic Jazz Orchestra. Naast zijn medewerking aan talrijke platenproducties als sideman werkte Whitaker mee aan filmmuziek. waaronder China onder regie van Jeff Wray in 2002.
Whitaker onderwees in het kader van het programma van de International Association for Jazz Education (IAJE) en is intussen professor voor bas en leider voor jazzstudies aan het College of Music aan de Michigan State University. Bovendien onderwees hij talrijke masterclasses aan de Duke University, de Howard University, de University of Iowa, de University of Michigan, de New Yorkse The New School, het Lincoln Center en in het kader van het Detroit International Jazz Festival. Bovendien werkt hij binnen het Detroit Symphony Orchestra mee aan de ontwikkeling van de jazz-muziekpedagogie en was hij werkzaam aan de faculteiten van de University of Michigan en het Juilliard Institute of Jazz.
In 2006 werd Whitaker genomineerd voor de Juno Award, Canada’s equivalent voor de Grammy Award, voor zijn werk aan het album Let Me Tell You About My Day (Alma Records.

## Discografie
- 1995: Children of the Light (DIW) met Nicholas Payton, Wallace Roney
- 1996: Hidden Kingdom (DIW) met James Carter, Ron Blake
- 1998: The Brooklyn Session: Ballads and Blues (CrissCross) met Wycliffe Gordon, Stefon Harris
- 1999: Yesterday Today and Tomorrow (Sirocco Jazz) met Wynton Marsalis, Wycliffe Gordon, Dianne Reeves
- 2014: When We Find Ourselves Alone (Mack Avenue Records) met Bruce Barth, Antonio Hart, Greg Hutchinson, Rockelle Fortin

- Bibliothèque nationale de France: cb139616724 (data)
- Gemeinsame Normdatei: 135152909
- International Standard Name Identifier: 0000 0000 5515 8148
- Library of Congress Control Number: no95050442
- MusicBrainz: 3dd90705-1601-412e-9cbf-0b02a68643a4
- Nationale Bibliotheek van Israël: 987007349683705171
- Virtual International Authority File: 10040501
- WorldCat: E39PBJxGVvh4d3rfjMRmtfyGHC